# Crisi delle forbici
Con l'espressione Crisi delle forbici si intende un periodo di recessione iniziato in Unione Sovietica nell'autunno del 1923 e durato, seppure in maniera progressivamente meno violenta, fino al 1926.
La causa fu la divaricazione dei prezzi tra i prodotti agricoli e quelli industriali, raggiungendo il picco nell'ottobre 1923.

## Storia

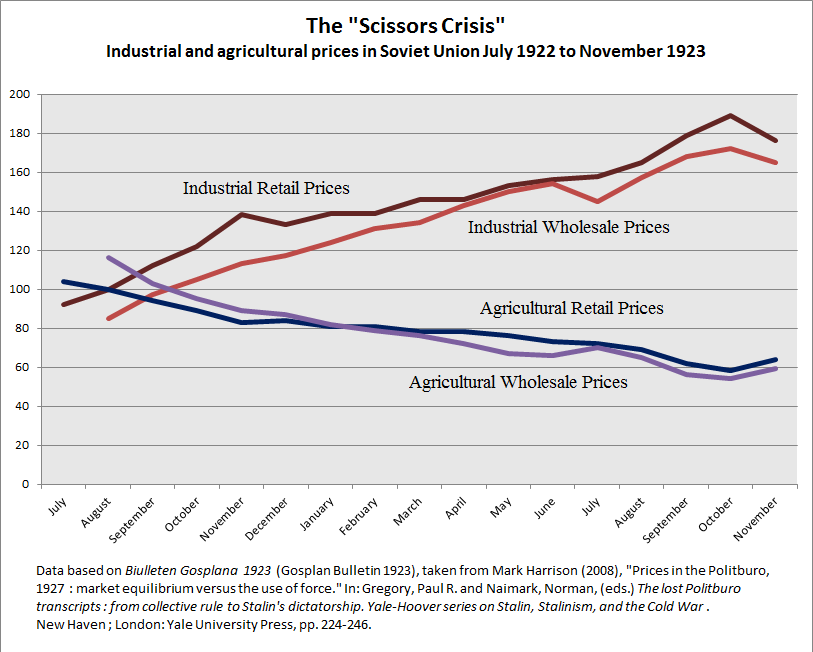
La forbice dei prezzi nel 1922-1923.

La crisi delle forbici, che portò ad un notevole aggravamento delle difficoltà economiche del paese, subentrò a causa dell'ingente squilibrio (detto "forbice", donde il nome) tra i prezzi dei prodotti industriali e i prezzi dei prodotti agricoli: mentre le merci dell'industria avevano un costo spropositatamente alto, il prezzo del grano e degli altri prodotti della campagna era troppo basso. La logica conseguenza fu che i contadini poveri non possedevano risorse economiche sufficienti per poter acquistare i beni industriali; il contemporaneo deprezzamento del rublo rese ancor meno vantaggioso per i proletari la vendita al mercato dei prodotti agricoli.
Uno dei settori che più risentì della crisi fu quello dello smercio dei prodotti industriali, che rimanevano ammassati in misura sempre maggiore nei depositi delle aziende. Pertanto in molte fabbriche sorsero difficoltà per il regolare pagamento dei salari: molti operai, soprattutto quelli meno sindacalizzati e politicizzati, risposero con agitazioni, proteste e abbandono del posto di lavoro.

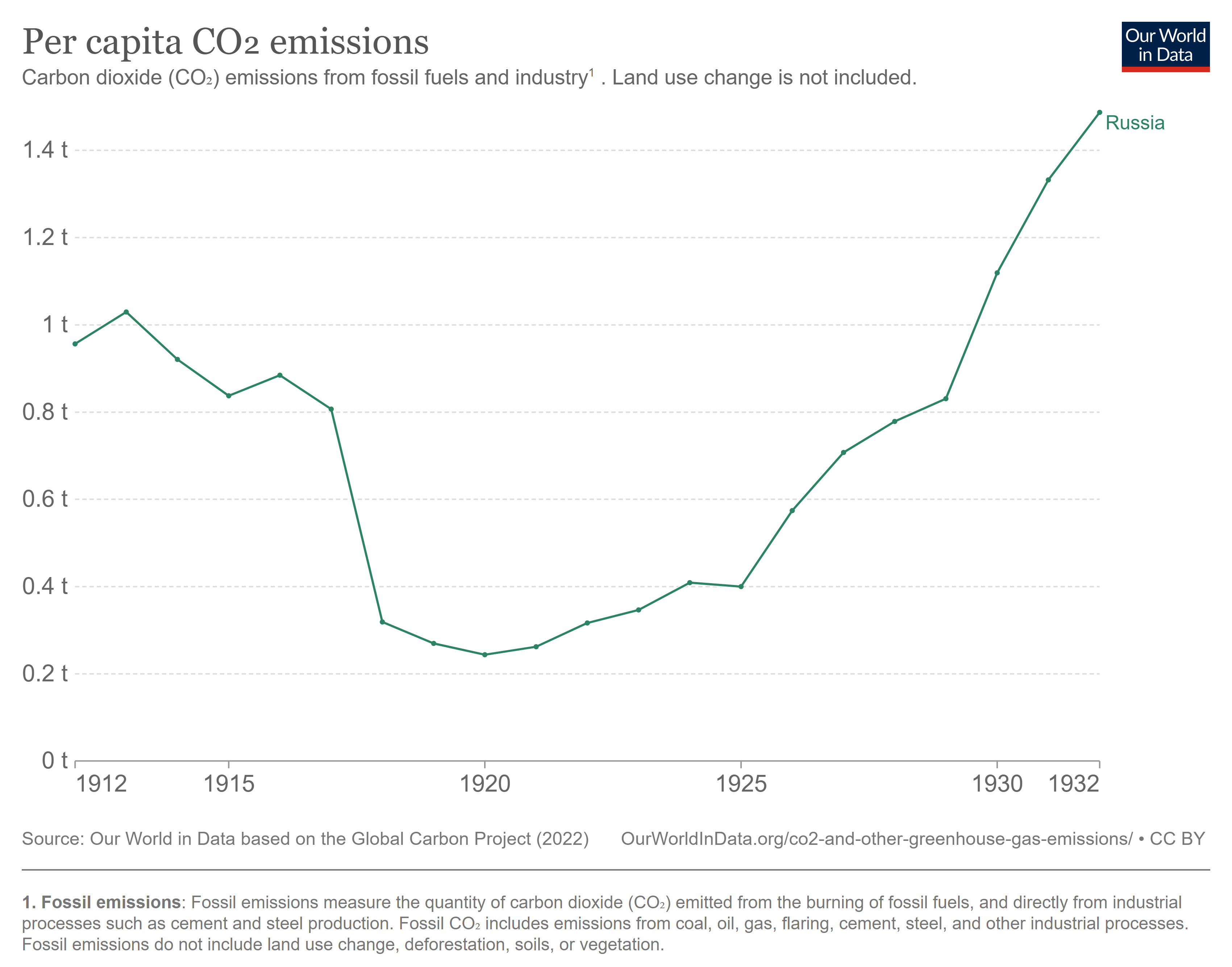
Emissioni di CO2 pro-capite in Russia (1912-1932), indicatore dell'industrializzazione del paese. Si nota la stagnazione fino al 1925 e poi la veloce ripresa dall'anno dopo, fino a superare i valori pre-guerra dal 1930.

La crisi delle forbici fu resa possibile dalla crescita troppo lenta del settore industriale: in molte zone dell'URSS non c'erano fabbriche mentre in altre la nazionalizzazione delle stesse era stata difficile per cui il commercio dei beni industriali nelle campagne era rimasto in mano a quegli speculatori che avevano approfittato della Nuova Politica Economica (NEP, da cui il nome di "NEPman") per accrescere il proprio patrimonio: finché questo monopolio privato fosse perdurato, avvertì Lenin nel X congresso del Partito Comunista dell'Unione Sovietica, i prezzi sarebbero andati alle stelle.
A mettere benzina sul fuoco ci pensò, inoltre, la sollecitazione che Jurij Pjatakov,  vicepresidente del Consiglio Superiore dell'Economia Nazionale, fece ai dirigenti dell'industria: Pjatakov, per attirare la benevolenza di quel settore manageriale, lanciò la parola d'ordine "aumentate i prezzi!" che ebbe sul proletariato un effetto negativo dirompente. C'è da aggiungere che le pesanti devastazioni che il territorio russo aveva subito nel corso della rivoluzione e della guerra civile spianarono la strada alla crisi.
Nell'estate del 1923, con l'intensificarsi del fenomeno di divaricazione dei prezzi, iniziò un'ondata di scioperi in molte fabbriche, portando un gruppo di politici comunisti guidati da Lev Trockij a indirizzare la Dichiarazione dei 46 al governo sovietico, a metà ottobre 1923 (anche per via del fatto che la rivoluzione socialista in Germania fosse appena terminata in una disfatta completa, mettendo in dubbio la capacità del governo sovietico).

### La reazione
Per risolvere la crisi il Comitato Centrale del PCUS e gli organi di governo decisero una serie di misure urgenti:
- Introduzione del cervonec, stabile moneta dal valore di 10 rubli;
- Obbligatorietà del pagamento puntuale dei salari agli operai (eventuali trasgressioni sarebbero state punite severamente)
- Calmierazione dei prezzi delle merci di largo consumo
- Aumento del potere delle cooperative e delle organizzazioni statali nell'ambito del commercio, limitazione dell'autonomia per i commercianti privati;
- Intensificazione della lotta contro gli speculatori e la concessione ai contadini di credito a basso tasso d'interesse per l'acquisto dei prodotti industriali.

I provvedimenti riuscirono a raggiungere quasi sempre gli obiettivi prefissati, riuscendo anche a diminuire l'influenza degli NEPmen: secondo Stalin, che in quel periodo guidava la situazione a causa delle cattive condizioni di salute di Lenin, a dare l'impulso giusto per l'approvazione di queste norme furono le proteste operaie:
()
Nel 1926 Stalin, ormai divenuto leader indiscusso dei comunisti dopo la morte di Vladimir Ilic, decise:
()
Questa riforma, che annullava definitivamente il potere politico ed economico di kulaki e "nepman", pose fine alla crisi delle forbici.